# Jake Abel
Jacob Allen Abel (ur. 18 listopada 1987 w Canton) – amerykański aktor i piosenkarz.

## Życiorys

### Wczesne lata
Urodził się w Canton w Ohio w rodzinie pochodzenia niemieckiego, szwajcarskiego i angielskiego jako syn Kim Abel i Mike’a Abla. Wychowywał się ze starszym bratem Shaunem.

### Kariera
Debiutował na małym ekranie w roli Spencera w komedii familijnej Disney Channel Original Movies I bądź tu mądra (Go Figure, 2005) z Brittany Curran. Wystąpił w serialach CBS takich jak Threshold (2005–2006) jako Brian Janklow, Dowody zbrodni (Cold Case, 2006), CSI: Kryminalne zagadki Miami (2007) i CSI: Kryminalne zagadki Nowego Jorku (2009). Pierwszą rolą na dużym ekranie była postać konserwatysty w komedii przygodowej Dzikie łowy (Strange Wilderness, 2008) u boku Steve’a Zahna. Grywał też gościnnie w serialach NBC – Powrót do życia (Life, 2008) i Ostry dyżur (ER, 2009).
W październiku 2008 r. za rolę 21-letniego Dennisa w dramacie biograficznym Przebłysk geniuszu (Flash of Genius, 2008) z Gregiem Kinnearem otrzymał nagrodę Rising Star na 16. Międzynarodowym Festiwalu Filmowym w Hamptons. W lutym 2009 przyjął rolę Adama Milligan w serialu Nie z tego świata (Supernatural). W internetowym serialu Anioł śmierci (Angel of Death, 2009) zagrał Camerona Downesa. Był obsadzony w dramacie Petera Jacksona Nostalgia anioła (2009) i dreszczowcu Andrew Niccola Intruz (2013). Za kreację Luke’a Castellana w komedii fantastycznej Chrisa Columbusa Percy Jackson i bogowie olimpijscy: Złodziej pioruna (2010) był nominowany do MTV Movie Award i Teen Choice Awards za najlepszą walkę.
29 marca 2013 r. Abel i Wood wydali swoją pierwszą płytę, Black Magic. Założył zespół z bliskim przyjacielem i aktorem Kyle’em Gallnerem pod nazwą Third Kind. 9 listopada 2013 r. poślubił pisarkę Allie Wood.

## Filmografia

### Filmy
- 2021: Wcielenie jako Derek Mitchell
- 2020: Son of the South jako lekarz
- 2019: An Affair to Die For jako Everett Alan
- 2018: Shrimp (film TV) jako Daniel
- 2016: Almost Friends jako Jack
- 2014: Miłość i Miłosierdzie jako Mike Love
- 2014: Nie zapomnij mnie jako Emil
- 2014: Dobre zabijanie jako M.I.C. Joseph Zimmer
- 2013: Tratwa jako Gene Aldrich
- 2013: Percy Jackson: Morze potworów jako Luke Castellan
- 2013: Intruz jako Ian O’Shea (z bratem bliźniakiem)
- 2011: Jestem numerem cztery jako Mark
- 2010: Percy Jackson i bogowie olimpijscy: Złodziej pioruna jako Luke Castellan
- 2009: Nostalgia anioła jako Brian Nelson
- 2009: Anioł śmierci jako Cameron Downes
- 2008: Strange Wilderness (Dzikie łowy) jako działacz na rzecz ochrony środowiska
- 2008: Przebłysk geniuszu jako 21-letni Dennis Kearns
- 2008: Tru Loved jako Trevor
- 2005: I bądź tu mądra (film TV) jako Spencer

### Seriale i programy TV
- 2020: Good Day AFA jako on sam
- 2019: Another Life jako Sasha Harrison (10 odcinków)
- 2019: Noches con Platanito jako on sam
- 2018: Dirty John jako Trey (3 odcinki)
- 2018: Medal of Honor (dokumentalny serial TV, 2 odcinki) jako sierż. Brad Larson
- 2018: The Hillywood Show (krótkometrażowy serial TV) jako więzień nr 5x22
- 2013: Made in Hollywood jako on sam
- 2013: Anderson jako on sam
- 2013: Big Morning Buzz Live jako on sam
- 2013: Sidewalks Entertainment jako gość odcinka
- 2011: chirurdzy jako Tyler Moser (gościnnie)
- 2011: Inside jako Kirk Francis (gościnnie)
- 2009–2020: Nie z tego świata jako Michael/Adam Milligan (5 odcinków)
- 2009: Ostry dyżur jako Dylan (gościnnie)
- 2009: CSI: Kryminalne zagadki Nowego Jorku jako Kyle Sheridan (gościnnie)
- 2008: Powrót do życia jako Tate (gościnnie)
- 2007: CSI: Kryminalne zagadki Miami jako Charlie Sheridan (gościnnie)
- 2006: Dowody zbrodni jako Doug Sommer (gościnnie)
- 2006: Nie ma to jak hotel jako Kirk (gościnnie)
- 2005−2006: Threshold – Strategia przetrwania jako Brian Janklow (3 odcinki)

### Krótkometrażowe
- 2011: Hollywood Takes a Stand Against Planking jako on sam
- 2009: 18 jako Toby
- 2009: Good Girl (czas: 11') jako Alex
- 2008: Kickstand (2') jako Jake